# Canton de Beaugency
Le canton de Beaugency est une circonscription électorale française du département du Loiret, tenant lieu à compter de 2015 uniquement de circonscription électorale pour l'élection des conseillers départementaux.
Les redécoupages des arrondissements intervenus en 1926 et 1942 n'ont pas affecté le canton de Beaugency, rattaché depuis 1800 (an VIII) à l'arrondissement d'Orléans.
À la suite du redécoupage cantonal de 2014, le nombre de communes composant le canton est passé par contre de 7 à 13.

## Histoire
Le canton est créé le 10 février 1790 sous la Révolution française. Il est alors inclus dans le district de Beaugency.
À la création des arrondissements, le canton de Beaugency est rattaché à l'arrondissement d'Orléans.
Un nouveau découpage territorial du Loiret (département) entre en vigueur à l'occasion des premières élections départementales suivant le décret du 25 février 2014. Les conseillers départementaux sont, à compter de ces élections, élus au scrutin majoritaire binominal mixte. Les électeurs de chaque canton élisent au Conseil départemental, nouvelle appellation du Conseil général, deux membres de sexe différent, qui se présentent en binôme de candidats. Les conseillers départementaux sont élus pour 6 ans au scrutin binominal majoritaire à deux tours, l'accès au second tour nécessitant 12,5 % des inscrits au 1er tour. En outre la totalité des conseillers départementaux est renouvelée. Ce nouveau mode de scrutin nécessite un redécoupage des cantons dont le nombre est divisé par deux avec arrondi à l'unité impaire supérieure si ce nombre n'est pas entier impair, assorti de conditions de seuils minimaux. Dans le Loiret, le nombre de cantons passe ainsi de 41 à 21. Le nombre de communes du canton de Beaugency passe de 7 à 13.
Le nouveau canton de Beaugency est formé de communes des anciens cantons de Meung-sur-Loire (1 commune), de Beaugency (7 communes) et de Cléry-Saint-André (5 communes). Il est entièrement inclus dans l'arrondissement de Orléans. Le bureau centralisateur est situé à Beaugency.

## Configuration à partir de 2015

Canton de Beaugency, limites territoriales définies par le décret du 25 février 2014.

### Composition
Un nouveau découpage territorial entre en vigueur en mars 2015, défini par le décret du 25 février 2014, en application des lois du 17 mai 2013 (loi organique 2013-402 et loi 2013-403). Les conseillers départementaux sont, à compter de ces élections, élus au scrutin majoritaire binominal mixte. Les électeurs de chaque canton élisent au Conseil départemental, nouvelle appellation du Conseil général, deux membres de sexe différent, qui se présentent en binôme de candidats. Les conseillers départementaux sont élus pour 6 ans au scrutin binominal majoritaire à deux tours, l'accès au second tour nécessitant 12,5 % des inscrits au 1er tour. En outre, la totalité des conseillers départementaux est renouvelée. Ce nouveau mode de scrutin nécessite un redécoupage des cantons dont le nombre est divisé par deux avec arrondi à l'unité impaire supérieure. Dans le Loiret, le nombre de cantons passe ainsi de 41 à 21. Le nombre de communes du canton de Beaugency passe de 7 à 13.
| Nom                               | Code Insee | Intercommunalité              | Superficie (km2) | Population (dernière pop. légale) | Densité (hab./km2) | Modifier                                    |
| --------------------------------- | ---------- | ----------------------------- | ---------------- | --------------------------------- | ------------------ | ------------------------------------------- |
| Beaugency (bureau centralisateur) | 45028      | CC des Terres du Val de Loire | 16,45            | 7 811 (2022)                      | 475                | modifier les données · modifier les données |
| Baccon                            | 45019      | CC des Terres du Val de Loire | 33,02            | 643 (2022)                        | 19                 | modifier les données · modifier les données |
| Baule                             | 45024      | CC des Terres du Val de Loire | 12,11            | 2 005 (2022)                      | 166                | modifier les données · modifier les données |
| Cléry-Saint-André                 | 45098      | CC des Terres du Val de Loire | 18,13            | 3 540 (2022)                      | 195                | modifier les données · modifier les données |
| Cravant                           | 45116      | CC des Terres du Val de Loire | 33,91            | 951 (2022)                        | 28                 | modifier les données · modifier les données |
| Dry                               | 45130      | CC des Terres du Val de Loire | 22,64            | 1 414 (2022)                      | 62                 | modifier les données · modifier les données |
| Jouy-le-Potier                    | 45175      | CC des Portes de Sologne      | 50,40            | 1 631 (2022)                      | 32                 | modifier les données · modifier les données |
| Lailly-en-Val                     | 45179      | CC des Terres du Val de Loire | 45,61            | 3 100 (2022)                      | 68                 | modifier les données · modifier les données |
| Mareau-aux-Prés                   | 45196      | CC des Terres du Val de Loire | 13,34            | 1 669 (2022)                      | 125                | modifier les données · modifier les données |
| Messas                            | 45202      | CC des Terres du Val de Loire | 5,21             | 1 029 (2022)                      | 198                | modifier les données · modifier les données |
| Mézières-lez-Cléry                | 45204      | CC des Terres du Val de Loire | 27,01            | 857 (2022)                        | 32                 | modifier les données · modifier les données |
| Tavers                            | 45317      | CC des Terres du Val de Loire | 22,62            | 1 338 (2022)                      | 59                 | modifier les données · modifier les données |
| Villorceau                        | 45344      | CC des Terres du Val de Loire | 9,50             | 1 076 (2022)                      | 113                | modifier les données · modifier les données |
| Canton de Beaugency               | 4501       |                               | 309,95           | 27 064 (2022)                     | 87                 | modifier les données                        |

### Conseillers départementaux depuis 2015
| Période élective | Période élective | Mandat | Mandat   | Identité          | Nuance | Nuance | Qualité                                                                                  |
| ---------------- | ---------------- | ------ | -------- | ----------------- | ------ | ------ | ---------------------------------------------------------------------------------------- |
| 2015             | 2021             | 2015   | 2021     | Claude Boissay    |        | DVD    | Dessinateur en architecture, Premier adjoint au maire de Cléry-Saint-André jusqu'en 2020 |
| 2015             | 2021             | 2015   | 2021     | Shiva Chauvière   |        | DVD    | Chef d'entreprise, maire de Messas (2014-2020), député-suppléant d'Olivier Carré         |
| 2021             | 2028             | 2021   | en cours | Jacques Mesas     |        | UDI    | Retraité des finances publiques Maire de Beaugency                                       |
| 2021             | 2028             | 2021   | en cours | Ludivine Raveleau |        | LR     | Adjointe au maire de Cléry-Saint-André                                                   |

### Résultats détaillés

#### Élections de mars 2015
À l'issue du 1er tour des élections départementales de 2015, trois binômes sont en ballottage : Claude Boissay et Shiva Chauvière (Union de la Droite, 32,52 %), Jacqueline Boré et Olivier Jouin (PS, 28,8 %) et Jean-Paul Mulard et Céline Perronnet (FN, 27,19 %). Le taux de participation est de 50,61 % (9 596 votants sur 18 959 inscrits) contre 49,98 % au niveau départemental et 50,17 % au niveau national.
Au second tour, Claude Boissay et Shiva Chauvière (Union de la Droite) sont élus avec 38,92 % des suffrages exprimés et un taux de participation de 52,9 % (3 759 voix pour 10 030 votants et 18 959 inscrits).

#### Élections de juin 2021
Le premier tour des élections départementales de 2021 est marqué par un très faible taux de participation (33,26 % au niveau national). Dans le canton de Beaugency, ce taux de participation est de 34,09 % (6 782 votants sur 19 894 inscrits) contre 32,6 % au niveau départemental. À l'issue de ce premier tour, deux binômes sont en ballottage : Jacques Mesas et Ludivine Raveleau (LR, 40,68 %) et Olivier Jouin et Marie-Christine Thouvenin (DVG, 38,74 %).
Le second tour des élections est marqué une nouvelle fois par une abstention massive équivalente au premier tour. Les taux de participation sont de 34,36 % au niveau national, 32,79 % dans le département et 33,87 % dans le canton de Beaugency. Jacques Mesas et Ludivine Raveleau (LR) sont élus avec 54,65 % des suffrages exprimés (3 401 voix pour 6 738 votants et 19 894 inscrits),,. 

### Démographie
En 2022, le canton comptait 27 064 habitants, en évolution de +4,54 % par rapport à 2016 (Loiret : +1,89 %, France hors Mayotte : +2,11 %).
| 2013   | 2018   | 2022   |
| ------ | ------ | ------ |
| 25 671 | 25 991 | 27 064 |

## Configuration de 1801 à 2015

### Composition

Situation du canton de Beaugency dans le département du Loiret avant 2015.

Le canton de Beaugency, d'une superficie de 145,41 km2, est, pendant la période courant de 1801 à 2015, composé de sept communes.
| Nom                   | Code Insee | Codepostal | Superficie (km2) | Population (dernière pop. légale) | Densité (hab./km2) |
| --------------------- | ---------- | ---------- | ---------------- | --------------------------------- | ------------------ |
| Beaugency (chef-lieu) | 45028      | 45190      | 16,45            | 7 501 (2012)                      | 456                |
| Baule                 | 45024      | 45130      | 12,11            | 2 052 (2012)                      | 169                |
| Cravant               | 45116      | 45190      | 33,91            | 966 (2012)                        | 28                 |
| Lailly-en-Val         | 45179      | 45740      | 45,61            | 2 811 (2012)                      | 62                 |
| Messas                | 45202      | 45190      | 5,21             | 874 (2012)                        | 168                |
| Tavers                | 45317      | 45190      | 22,62            | 1 344 (2012)                      | 59                 |
| Villorceau            | 45344      | 45190      | 9,50             | 1 160 (2012)                      | 122                |

## Représentation

### Conseillers généraux de 1833 à 2015
| Période                                  | Période          | Identité                             | Étiquette           | Qualité                                                                                                   |
| ---------------------------------------- | ---------------- | ------------------------------------ | ------------------- | --- |
| 10 novembre 1833                         | 1848             | Hector Guerton                       |                     | Chef de bataillon de la Garde nationale propriétaire à Baule                                              |
| 27 août 1848                             | 1870             | Jean Pierre Pandellé                 |                     | Médecin Maire de Beaugency                                                                                |
| 12 juin 1870                             | 1887 (démission) | Ferdinand Boucheron                  | Républicain         | Agriculteur Maire de Cravant                                                                              |
| 14 août 1887                             | 1889             | Pascal Corneau                       |                     | Escompteur Maire de Beaugency, conseiller d'arrondissement                                                |
| 28 juillet 1889                          | 1892             | Louis Félix Daridan                  | Royaliste           | Vétérinaire à Beaugency                                                                                   |
| 30 octobre 1892                          | 1901             | Alexandre Ferdinand Villain-Tournois | Républicain libéral | Négociant, viticulteur Maire de Beaugency, conseiller d'arrondissement                                    |
| 21 juillet 1901                          | 1906 (décès)     | Eugène Verrière                      | Rad.                | Banquier Maire de Beaugency                                                                               |
| 1906                                     | 1940             | Charles Hyvernaud                    | Radical             | Médecin Maire de Beaugency                                                                                |
| 1940                                     | 1945             | Seconde Guerre mondiale              | -                   | - |
| 1945                                     | 1970             | Constant Moineau                     | DVG puis Centriste  | Pharmacien, maire de Beaugency                                                                            |
| 1970                                     | 1976             | Hubert Saintin                       | PSU puis PS         | Vétérinaire à Beaugency                                                                                   |
| 1976                                     | 1988             | Alain Jarsaillon                     | UDF-CDS             | Médecin Maire de Beaugency                                                                                |
| 1988                                     | 2015             | Claude Bourdin                       | PS                  | Conseiller en formation Maire de Beaugency (1995-2014) Suppléant de Jean-Pierre Sueur, Député (1991-1993) |
| Les données manquantes sont à compléter. |                  |                                      |                     | |

### Conseillers d'arrondissement (de 1833 à 1940)
| Période                                  | Période          | Identité                              | Étiquette           | Qualité |
| ---------------------------------------- | ---------------- | ------------------------------------- | ------------------- | --- |
| 1833                                     | 1842             | M. Verdier                            |                     | Propriétaire, maire de Lailly-en-Val                                                                        |
| 1842                                     | 1852             | Jules Lorin de Chaffin (1795-1877)    |                     | Notaire royal à Beaugency                                                                                   |
|                                          |                  |                                       |                     | |
|                                          | 1887 (démission) | Pascal Corneau                        |                     | Escompteur, maire de Beaugency                                                                              |
|                                          |                  |                                       |                     | |
|                                          | 1892 (démission) | Alexandre-Ferdinand Villain-Tournois  | Républicain libéral | Agriculteur-viticulteur à Beaugency                                                                         |
|                                          |                  |                                       |                     | |
|                                          | 1900 (décès)     | Louis Rémy Eugène Sébille (1839-1900) |                     | Négociant à Beaugency                                                                                       |
|                                          |                  |                                       |                     | |
| 1913                                     |                  | Léon Fleury (1842-1922)               | Républicain         | Viticulteur à Beaugency, Président du Conseil d'arrondissement                                              |
|                                          |                  |                                       |                     | |
|                                          | 1940             | Ulysse Rossignol                      | Rad.                | Vigneron, maire de Messas                                                                                   |
| 1940                                     |                  |                                       |                     | Les conseils d'arrondissement ont été suspendus par la loi du 12 octobre 1940 et n'ont jamais été réactivés |
| Les données manquantes sont à compléter. |                  |                                       |                     | |

### Démographie

#### Évolution démographique antérieure à 2015
En 2012, le canton comptait 16 708 habitants.
| 1962  | 1968   | 1975   | 1982   | 1990   | 1999   | 2006   | 2011   | 2012   |
| ----- | ------ | ------ | ------ | ------ | ------ | ------ | ------ | ------ |
| 9 010 | 10 273 | 11 520 | 13 467 | 14 081 | 14 913 | 16 049 | 16 653 | 16 708 |

#### Âge de la population
La pyramide des âges, à savoir la répartition par sexe et âge de la population, du canton de Beaugency en 2009 ainsi que, comparativement, celle du département du Loiret la même année sont représentées avec les graphiques ci-dessous.
La population du canton comporte 48,5 % d'hommes et 51,5 % de femmes. Elle présente en 2009 une structure par grands groupes d'âge similaire à celle de la France métropolitaine. 
Il existe en effet 108 jeunes de moins de 20 ans pour cent personnes de plus de 60 ans, soit un indice de jeunesse de 1,08, alors que pour la France cet indice est de 1,06. L'indice de jeunesse du canton est par contre inférieur à celui  du département (1,1) et supérieur à celui de la région (0,95).
| Hommes | Classe d’âge | Femmes |
| ------ | ------------ | ------ |
| 0,6    | 90 ans ou +  | 1,7    |
| 7,4    | 75 à 89 ans  | 10,2   |
| 13,9   | 60 à 74 ans  | 13,7   |
| 20,4   | 45 à 59 ans  | 20,1   |
| 21,3   | 30 à 44 ans  | 19,8   |
| 15,6   | 15 à 29 ans  | 15,6   |
| 20,9   | 0 à 14 ans   | 18,9   |

| Hommes | Classe d’âge | Femmes |
| ------ | ------------ | ------ |
| 0,4    | 90 ans ou +  | 1,1    |
| 6,6    | 75 à 89 ans  | 9,5    |
| 13,4   | 60 à 74 ans  | 13,9   |
| 20,1   | 45 à 59 ans  | 20,0   |
| 20,3   | 30 à 44 ans  | 19,5   |
| 19,3   | 15 à 29 ans  | 17,7   |
| 19,9   | 0 à 14 ans   | 18,2   |